# Lehijärvi
Lehijärvi är en sjö i Finland. Den ligger i kommunen Hattula i landskapet Egentliga Tavastland, i den södra delen av landet, 100 km norr om huvudstaden Helsingfors. Lehijärvi ligger 80,8 meter över havet. Den är 18,08 meter djup. Arean är 7,04 kvadratkilometer och strandlinjen är 13,51 kilometer lång. Sjön  ingår i Kumo älvs huvudavrinningsområde.   I omgivningarna runt Lehijärvi växer i huvudsak blandskog. Den sträcker sig 3,1 kilometer i nord-sydlig riktning, och 3,5 kilometer i öst-västlig riktning.